# Chriodes carinatus
Chriodes carinatus là một loài tò vò trong họ Ichneumonidae.